# Scott Steketee
Pour les articles homonymes, voir Steketee.
Scott Nelson Steketee (né le 13 mars 1947 à Détroit dans le Michigan) est un rameur américain.
Il remporte la médaille d'or des Jeux panaméricains de 1967 de Winnipeg, ainsi que la médaille d'argent lors des Championnats d'Europe d'aviron 1967 de Vichy.
Il complète la compétition à 8 avec ses coéquipiers Arthur Evans (en), Curtis Canning (en), Andy Larkin (en), David Higgins, Franklin Hobbs, Steve Brooks (en), Cleve Livingston et Paul Hoffman comme barreur durant les Jeux olympiques d'été de 1968 de Mexico et termine en 6e place.

## Biographie
Higgins étudie à l'Université Harvard.